# 苯琥胺
苯琥胺，分子式C11H11NO2，是一种丁二酰亚胺类钙离子通道阻滞剂，可用作抗惊厥药。